# Sahel (kommun)
Sahel (franska: Sahel (CR), Sahel (Commune Rurale), arabiska: العوامرة) är en kommun i Marocko.   Den ligger i provinsen Larache och regionen Tanger-Tétouan-Al Hoceïma, i den norra delen av landet, 150 km nordost om huvudstaden Rabat. Antalet invånare är 10 906.